# 天津增十一
天鵝座44，又名BD+36 4105，HD 195593、SAO 70135、HR 7847，是天鵝座的一颗恒星，视星等为6.19，位于銀經76.44，銀緯-1.45，其B1900.0坐标为赤經20h 27m 11.2s，赤緯+36° -1.45′ 56″。